# Heinz Raatzsch
Heinz Raatzsch (* 2. März 1934 in Leipzig) ist ein deutscher Arzt der Fachrichtung Urologie.

## Herkunft, Studium und Beruf
Heinz Raatzsch legte 1952 in Leipzig das Abitur ab und nahm im gleichen Jahr ein Studium der Medizin an den Universitäten Rostock und Leipzig auf, das er 1957 mit dem ärztlichen Staatsexamen abschloss. Nach der 1958/59 am Kreiskrankenhaus Sonneberg absolvierten Pflichtassistenz wurde Raatzsch 1959 die ärztliche Approbation in Leipzig erteilt. Bereits 1958 wurde Raatzsch unter Vorlage der Dissertation "Das Schicksal nach doppelseitig operierten Nierensteinen" an der Universität Leipzig promoviert. 1959/60 war er als Praktischer Arzt an der Poliklinik Sonneberg sowie am Landambulatorium Steinach und 1960/61 als Stationsarzt an der Chirurgischen Klinik des Stadtkrankenhauses Dresden-Neustadt tätig. 1961 wechselte er an die Medizinische Akademie Dresden, wo er zunächst als Assistenzarzt, später als Stationsarzt an der Urologischen Klinik wirkte. 1964 erlangte er die Anerkennung als Facharzt für Urologie. Von 1966 bis 1980 war Raatzsch Oberarzt an der Urologischen Klinik der Medizinischen Akademie Dresden und zugleich seit 1971 Beauftragter für Erziehung, Aus- und Weiterbildung der Urologischen Klinik. 1971 erlangte er die Lehrbefähigung (Facultas Docendi) für das Fachgebiet der Urologie. Unter Vorlage der wissenschaftlichen Arbeit "Voraussetzungen und Möglichkeiten der operativen Rekonstruktion der entleerungsgestörten männlichen Harnröhre" habilitierte sich Raatzsch 1976 an der Medizinischen Akademie Dresden und wurde zum 1. Februar 1977 als Hochschuldozent für Urologie an der Medizinischen Akademie Dresden berufen. 1980 folgte er dem Ruf als Chefarzt der Urologischen Abteilung an das St. Hedwig-Krankenhaus Berlin. Am 1. September 1980 wurde Raatzsch zum Honorar-Dozenten für Urologie an der Medizinischen Akademie Dresden ernannt. Zum 1. Januar 1998 trat Heinz Raatzsch in den Altersruhestand.

## Arbeits- und Forschungsschwerpunkte
- Rekonstruktive Chirurgie des unteren Harntraktes, insbes. der männlichen Harnröhre
- Urologische Onkologie
- Urotuberkulose

## Publikationen
- Klinik und Therapie der kongenitalen Verschlussinsuffizienz des Ureterostiums. Kipra 35 (1967), S. 381–390
- Zur Diagnostik und Therapie der frischen Harnröhrenverletzung des Mannes. Zbl. Chirurgie 97 (1972), S. 843-848 (zus. m. H. Seiter)
- Gesichtspunkte zur primären operativen Versorgung frischer Harnröhrenverletzungen mit semizirkulärer Anastomosentechnik. Zschr. Urologie 66 (1973), S. 745–751
- Die Behandlung der Harnröhrenstriktur des Mannes durch einzeitige Urethroplastik mit subkutan gestieltem Hautlappen. Zschr. Urologie 70 (1977), S. 195–201
- Erfahrungen und Ergebnisse mit einzeitigen und zweizeitigen Urethroplastiken bei über 500 Harnröhrenstrikturen. Z. Urol. u. Nephrol. 74 (1981), S. 89–93
- Die Entwicklung der Abteilung für Urologie. In: Murken, A.H. [Hrsg.]: 150 Jahre St. Hedwig-Krankenhaus in Berlin 1846–1996. Verlag Murken-Altrogge Herzogenrath (1996) S. 135–143

## Aktive Mitarbeit in Gremien und Gesellschaften
- 1970–1974: Stadtverordneter der Dresdner Stadtverordnetenversammlung
- 1971: Kreisbeauftragter für Urologie

## Ehrungen und Auszeichnungen
- 1965: Medaille für ausgezeichnete Leistungen
- 1974: Aktivist der sozialistischen Arbeit
- 1990: Maximilian-Nitze-Medaille der Gesellschaft für Urologie der DDR